# Rhamnus hainanensis
Rhamnus hainanensis är en brakvedsväxtart som beskrevs av Elmer Drew Merrill och Chun. Rhamnus hainanensis ingår i släktet getaplar, och familjen brakvedsväxter. Inga underarter finns listade i Catalogue of Life.